# Yvette Mimieux
Yvette Mimieux (Los Ángeles, California; 8 de enero de 1942-18 de enero de 2022) fue una actriz de cine y televisión estadounidense.

## Carrera
Nació en Los Ángeles, California, Estados Unidos, de padre francés René Mimeux y madre mexicana María Montemayor. [4] Según el obituario de su madre, [5] Mimieux tenía al menos dos hermanos, una hermana, Gloria, y un hermano, Edouardo. [4]
El gerente de talentos Jim Byron le sugirió que se convirtiera en actriz. [6]
Las primeras apariciones de Mimieux como actriz fueron en episodios de los programas de televisión Yancy Derringer y One Step Beyond en 1959. [2] En 1960, Mimieux apareció en la película Where the Boys Are y en la versión cinematográfica del clásico de HG Wells, The Time Machine, interpretando al personaje de Weena. Actuó también en The 4 Horsemen of the Apocalypse (1962), con Glenn Ford, The Light in the Piazza (1962), con Olivia de Havilland, Diamond Head (1963), con Charlton Heston, Dark of the Sun (1968) y Skyjacked (1972), donde volvió a actuar junto a Heston.
En 1965 y 1971 fue nominada a los premios Globos de Oro por sus trabajos en la serie Dr. Kildare y por el film The Most Deadly Game (1970).En las décadas de 1970 y 1980, tuvo apariciones en films para la televisión, siendo su última actuación en Lady Boss (1992).

## Vida personal
Mimieux se retiró de la actividad actoral en 1992, pasando a desempeñarse como antropóloga e inversionista de bienes raíces. Estuvo casada con el director cinematográfico Stanley Donen desde 1972 hasta su divorcio en 1985; y en 1986 se casó con Howard F. Ruby, Presidente y fundador de Oakwood Worldwide. No ha tenido hijos.
En 2011 se la acusó de devastar los manglares en la Reserva de la Biosfera Sian Ka'an, en el estado de Quintana Roo (México), con el fin de construir muelles de madera, según un reporte del 10 de octubre de 2011.

## Filmografía
- 1960: Where the Boys Are
- 1960: The Time Machine

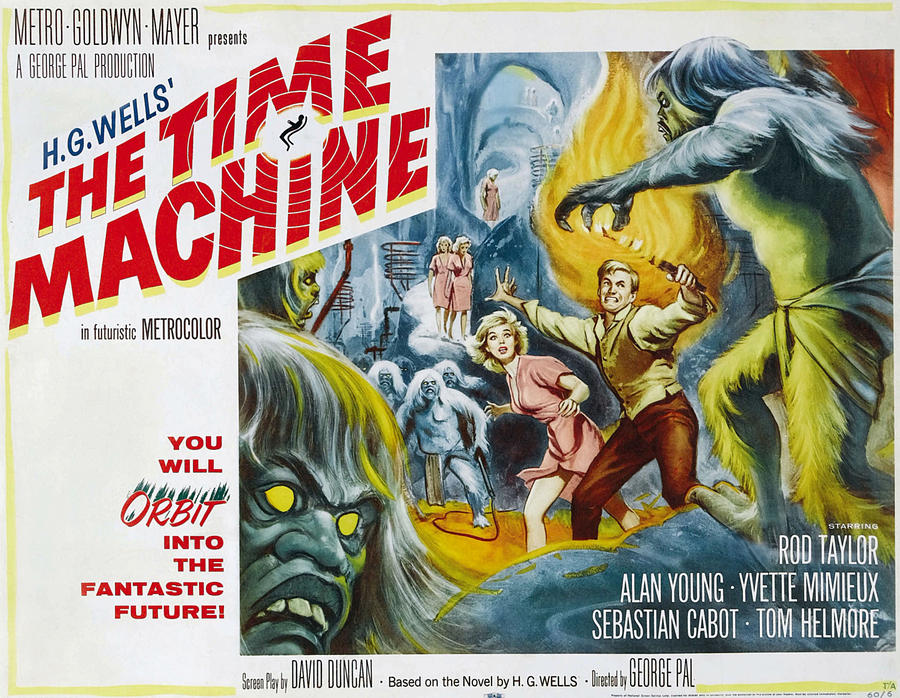
Yvette Mimieux y Rod Taylor representados en un cartel de Reynold Brown para la película de 1960 The Time Machine.

- 1962: Los cuatro jinetes del apocalipsis
- 1962: Light in the Piazza
- 1962: The Wonderful World of the Brothers Grimm
- 1963: Diamond Head
- 1963: Toys in the Attic
- 1964: Looking for Love
- 1965: Joy in the Morning
- 1965: The Reward
- 1967: Monkeys, Go Home!
- 1967: The Caper of the Golden Bulls
- 1968: Three in the Attic
- 1968: El último tren a Katanga
- 1969: The Picasso Summer
- 1970: The Delta Factor
- 1972: Skyjacked
- 1973: The Neptune Factor
- 1975: Journey Into Fear
- 1976: Jackson County Jail
- 1979: The Black Hole
- 1981: Circle of Power

### Telefilmes
- 1978: Devil Dog: The Hound of Hell, de Curtis Harrington
- 1982: Forbidden Love
- 1983: Night Partners
- 1986: The Fifth Missile
- 1990: Perry Mason: The Case of the Desperate Deception
- 1992: Lady Boss